# Cortinarius crassus
Cortinarius crassus (Elias Magnus Fries, 1838) din încrengătura Basidiomycota, în familia Cortinariaceae și de genul Cortinarius este o specie de ciuperci comestibile care coabitează, fiind un simbiont micoriza (formează micorize pe rădăcinile arborilor). O denumire poluară nu este cunoscută. În România, Basarabia și Bucovina de Nord nu este prea răspândită, se dezvoltă de la câmpie la munte, crescând în grupuri, în special pe sol calcaros și umed, adesea pe mușchi în păduri de conifere și mixte precum la marginile lor sub molizi, câteodată de asemenea sub pini, din (iunie) iulie până în octombrie (noiembrie).

## Taxonomie
Numele binomial a fost determinat de renumitul savant suedez Elias Magnus Fries în cartea sa Epicrisis systematis mycologici, seu synopsis hymenomycetum din 1838, fiind și numele curent valabil (2021). Toate celelalte încercări de redenumire precum variațiile descrise sunt acceptate sinonim.
Epitetul specific este derivat din cuvântul latin (latină crassus=gros, îndesat, masiv, umflat), datorită aspectului general, în special al piciorului.

## Descriere

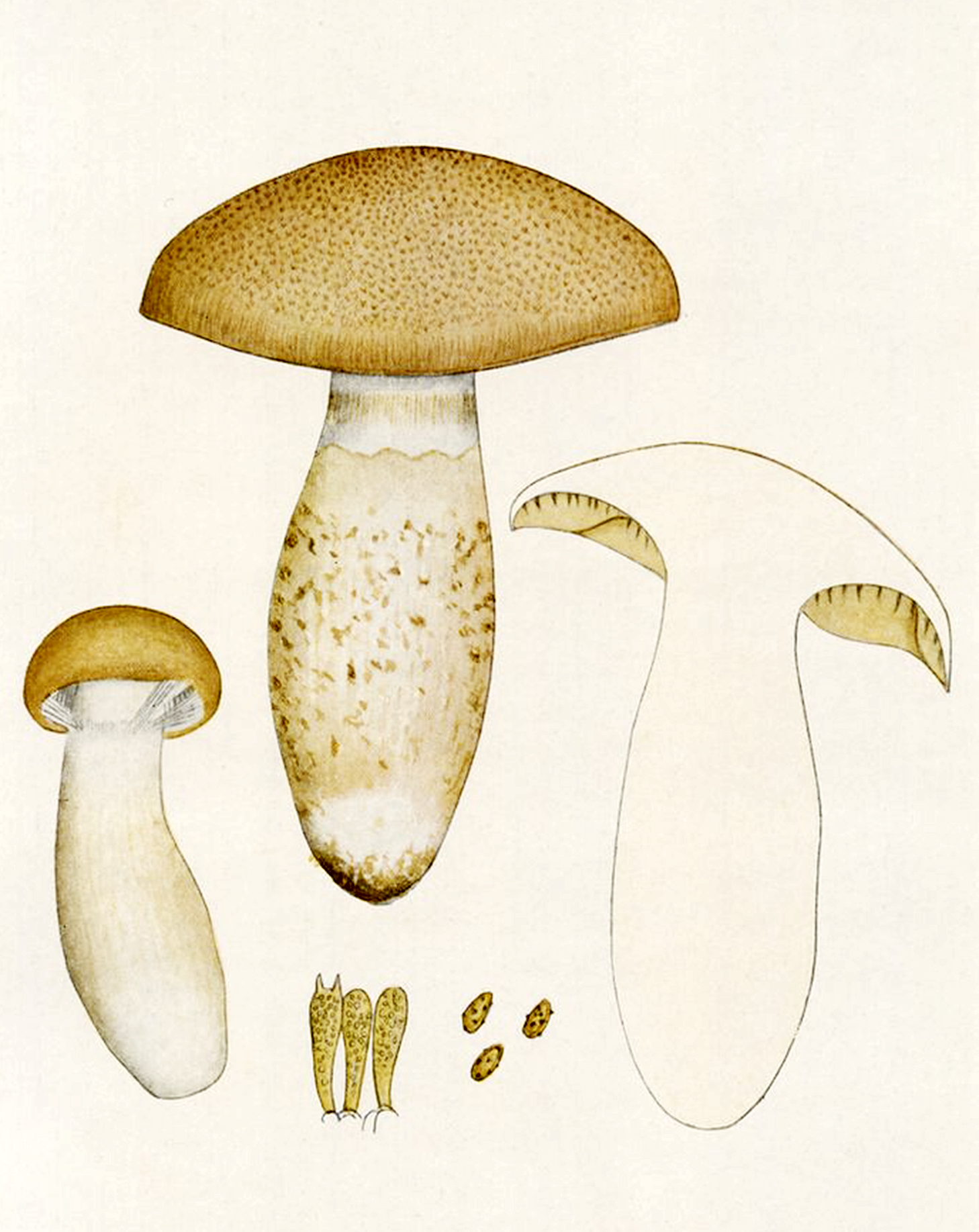
Bres.: Cortinarius crassus

- Pălăria: are un diametru de 4-10 (12) cm, este compactă și fermă, la început boltită semisferic cu marginea răsfrântă distinct spre inferior, dar devine în scurt timp convexă și apoi deseori plată, marginea rămânând mereu mai mult sau mai puțin slab răsucită. În tinerețe este învelită de un văl parțial alb în formă de cortină, format din fibre foarte fine ca păienjeniș între marginea pălăriei și picior. Cuticula uscată este fin pâslos-fibroasă, uneori flocos-scămoasă. Coloritul poate fi gălbui, gri-brun, ocru-brun până deschis maroniu, chiar brun-ruginiu, adesea brumat albicios.
- Lamelele: sunt subțiri, colante, intercalate și bifurcate, slab bombate și aderate la picior, fiind învăluite la început de sus menționata cortină albicioasă. Coloritul este în tinerețe albicios, repede ocru deschis și la bătrânețe ruginiu până gri-maroniu cu muchii albicioase.
- Piciorul: are o lungime de 5-8 cm și o lățime 1,5-3 cm, este compact, ferm, gros și îndesat, plin, dar în vârstă spongios pe dinăuntru, spre baza adesea înrădăcinată îngroșat în formă de măciucă, uneori chiar ceva subțiat, suprafața fiind în tinerețe fuliginos-flocoasă, dar repede cu un aspect aproape neted. Nu prezintă un inel veritabil, o zonă inelară ceva mai închisă este doar sugerată.
- Carnea: albicioasă rămâne pentru timp lung fermă. Odată tăiată longitudinal, nu se decolorează. Mirosul este imperceptibil și gustul blând, dar nesemnificativ.[3][4]
- Caracteristici microscopice: are spori destul de mari, elipsoidal-fusiformi, uneori în formă de migdale și punctat-aspri cu o mărime de 8-10 x 5-6 microni. Pulberea lor este ruginie. Basidiile (celulele purtătoare de spori) în formă de măciucă și pediculate cu 2-4 sterigme fiecare măsoară 25-32 x 6-7 microni. Cistidele (elemente sterile situate în stratul himenal sau printre celulele din pielița pălăriei și a piciorului, probabil cu rol de excreție) umflate spre vârf nu sunt descrise mai precis.[7]
- Reacții chimice: carnea se decolorează sub aburi de amoniac galben, cu hidroxid de potasiu brun-gălbui și cu tinctură de Guaiacum albastru.[8][9][10]

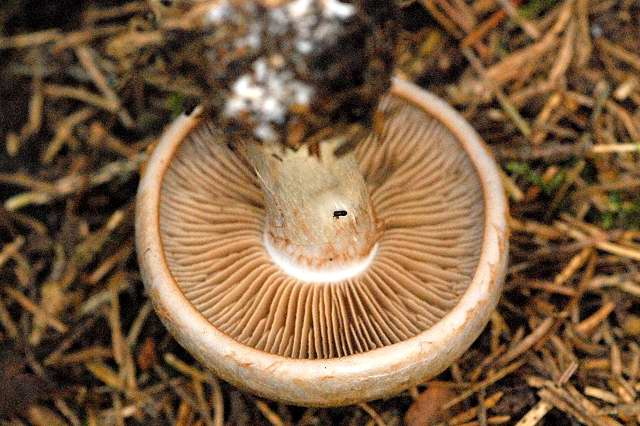
C. crassus, lamele și picior
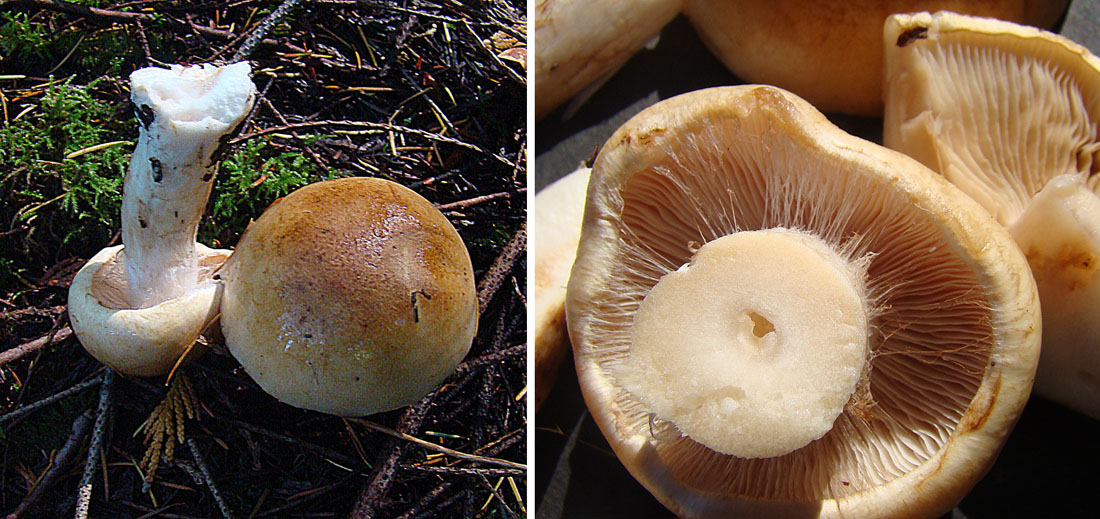
C. crassus, aspecte diverse

## Confuzii
Acest burete poate fi confundat cu mai multe alte specii, parțial comestibile, (de exemplu Cortinarius armillatus, Cortinarius balteatus Cortinarius caninus, Cortinarius caperatus, Cortinarius claricolor, Cortinarius elegantior, Cortinarius glaucopus, Cortinarius percomis, Cortinarius saginus, Cortinarius triumphans sin. Cortinarius crocolitus, Leucocortinarius bulbiger, cu ciuperci necomestibile ca Cortinarius callochrous,Cortinarius illuminus, Cortinarius largus, Cortinarius subferrugineus, Cortinarius triformis (necomestibil), și Cortinarius turmalis sau cu cele otrăvitoare, de exemplu Cortinarius meinhardii sin. Cortinarius vitellinus (letal), Cortinarius splendens (posibil letal, carne galbenă), Entoloma sinuatum, Gymnopilus penetrans, saprofit, ori Gymnopilus spectabilis, saprofit.

## Specii asemănătoare

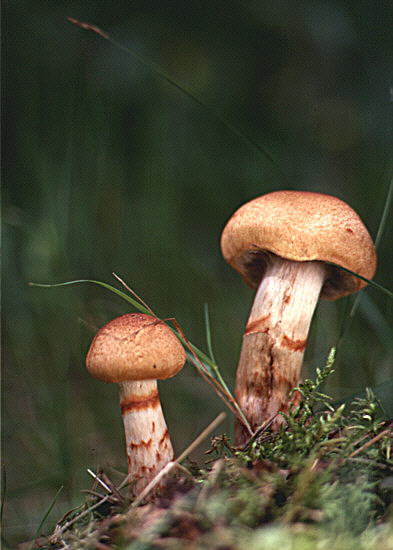
Cortinarius armillatus
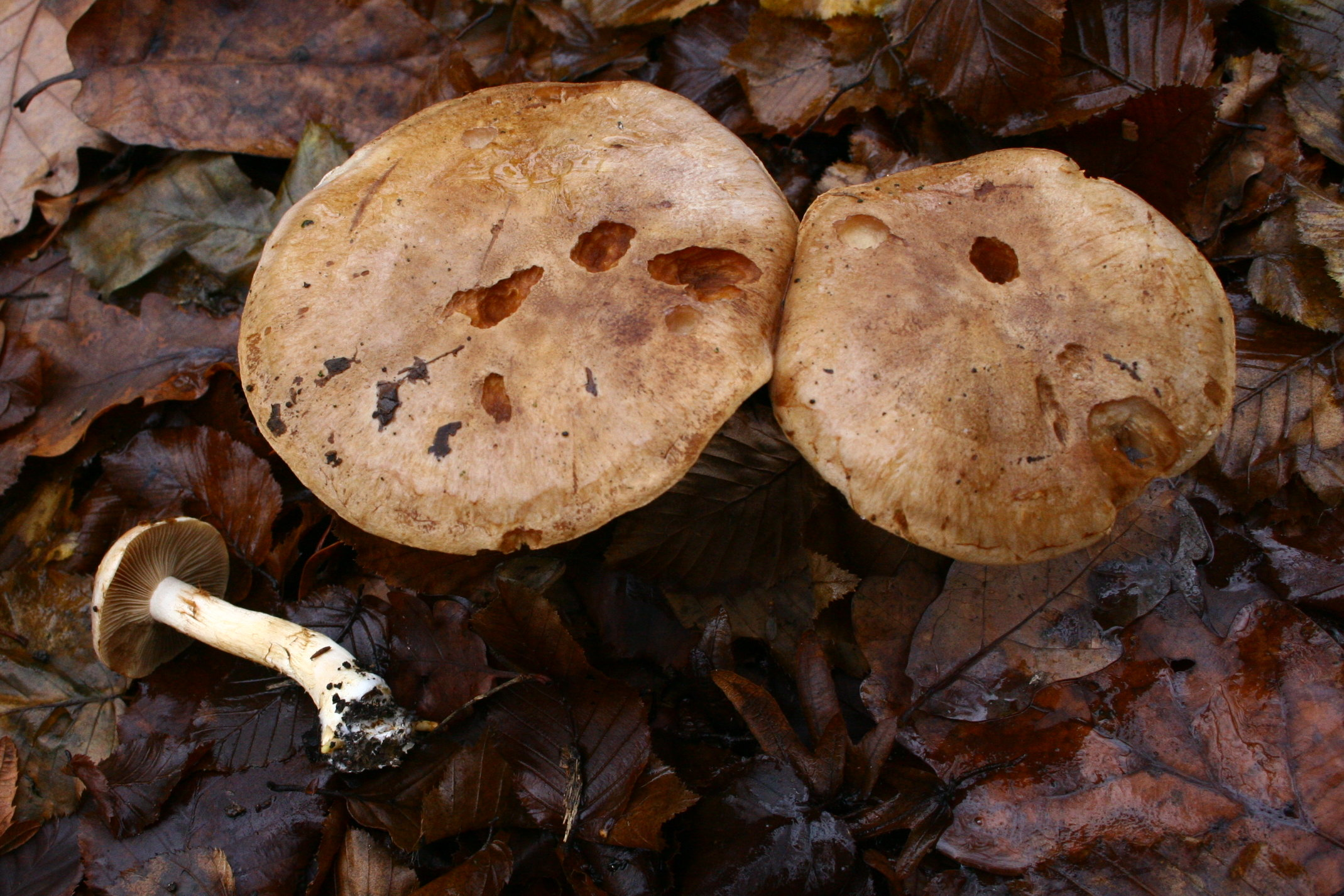
Cortinarius balteatus
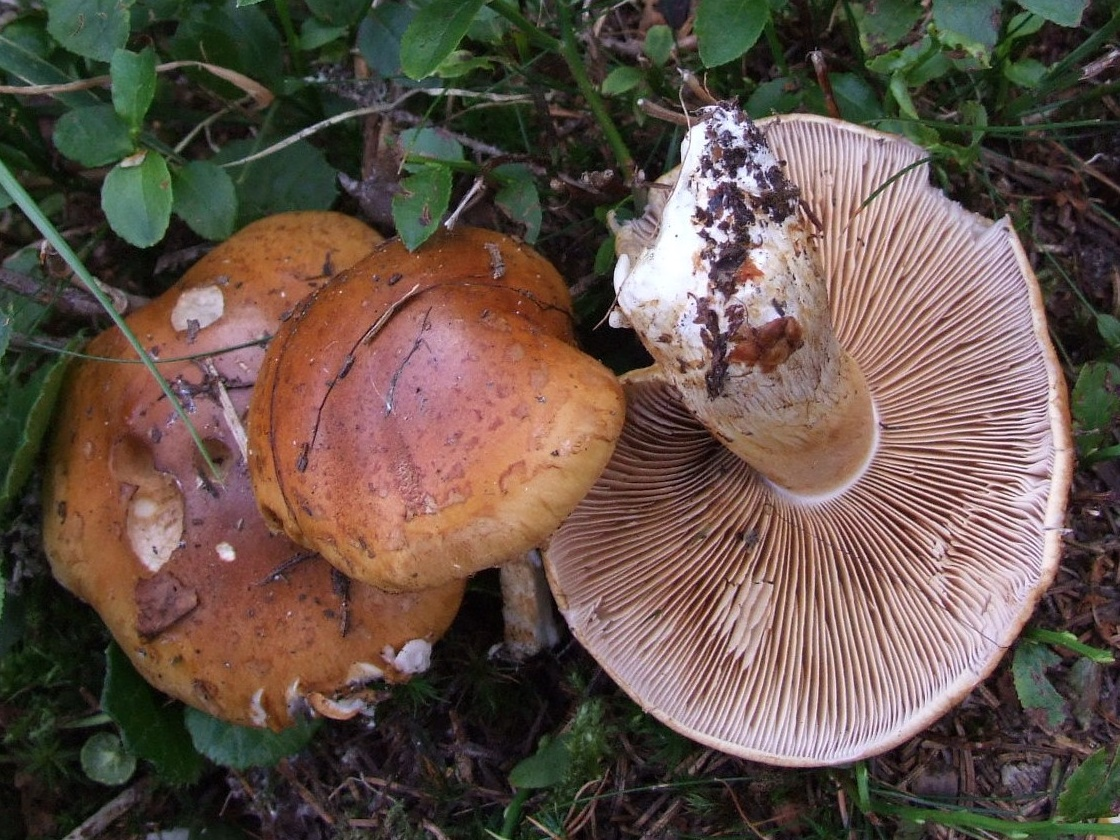
!Cortinarius callochrous!
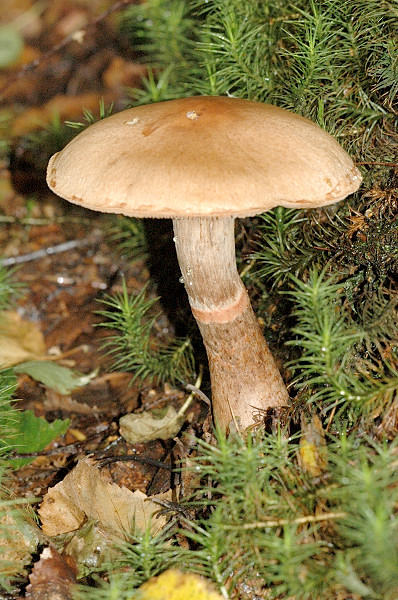
Cortinarius caninus
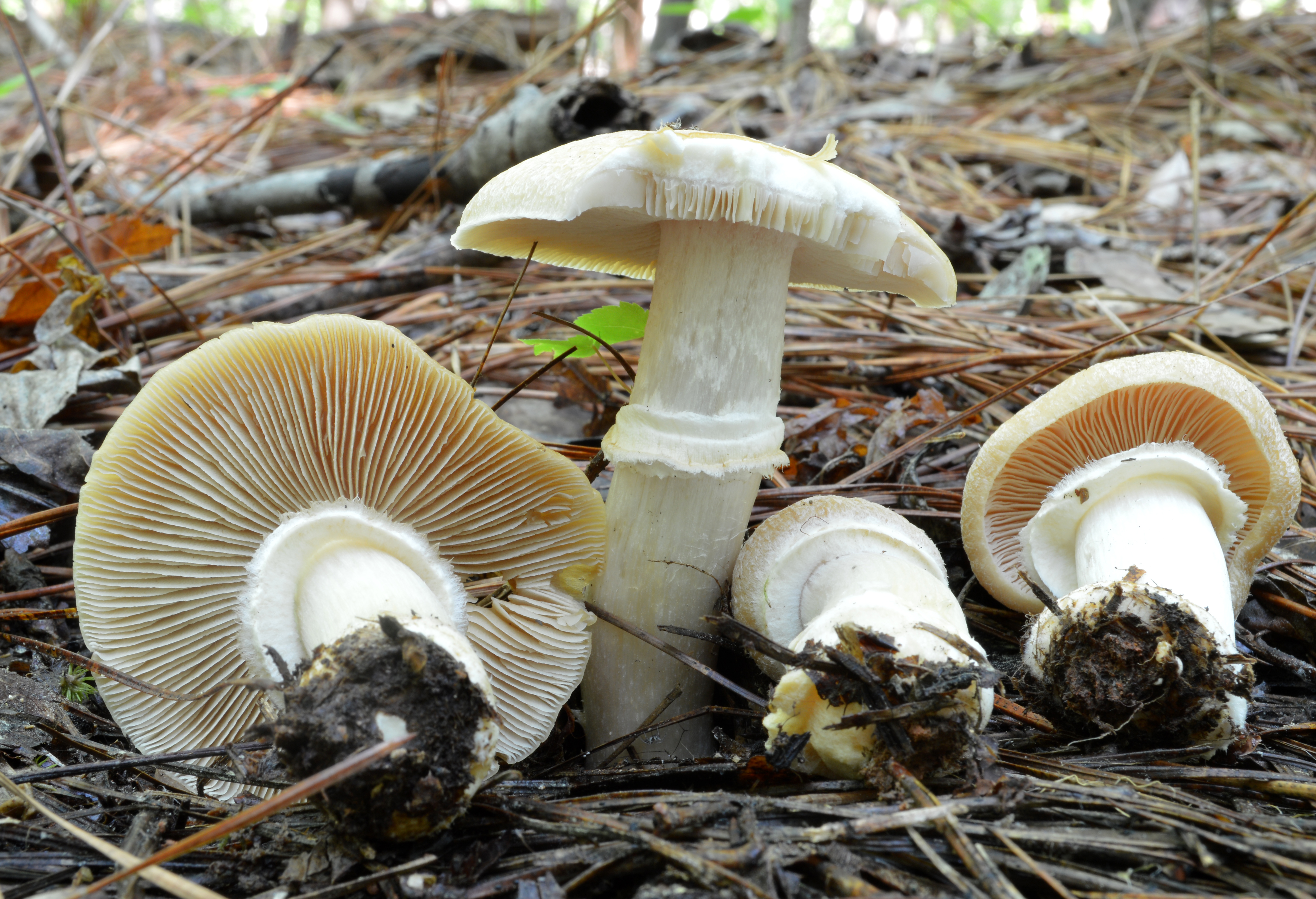
Cortinarius caperatus
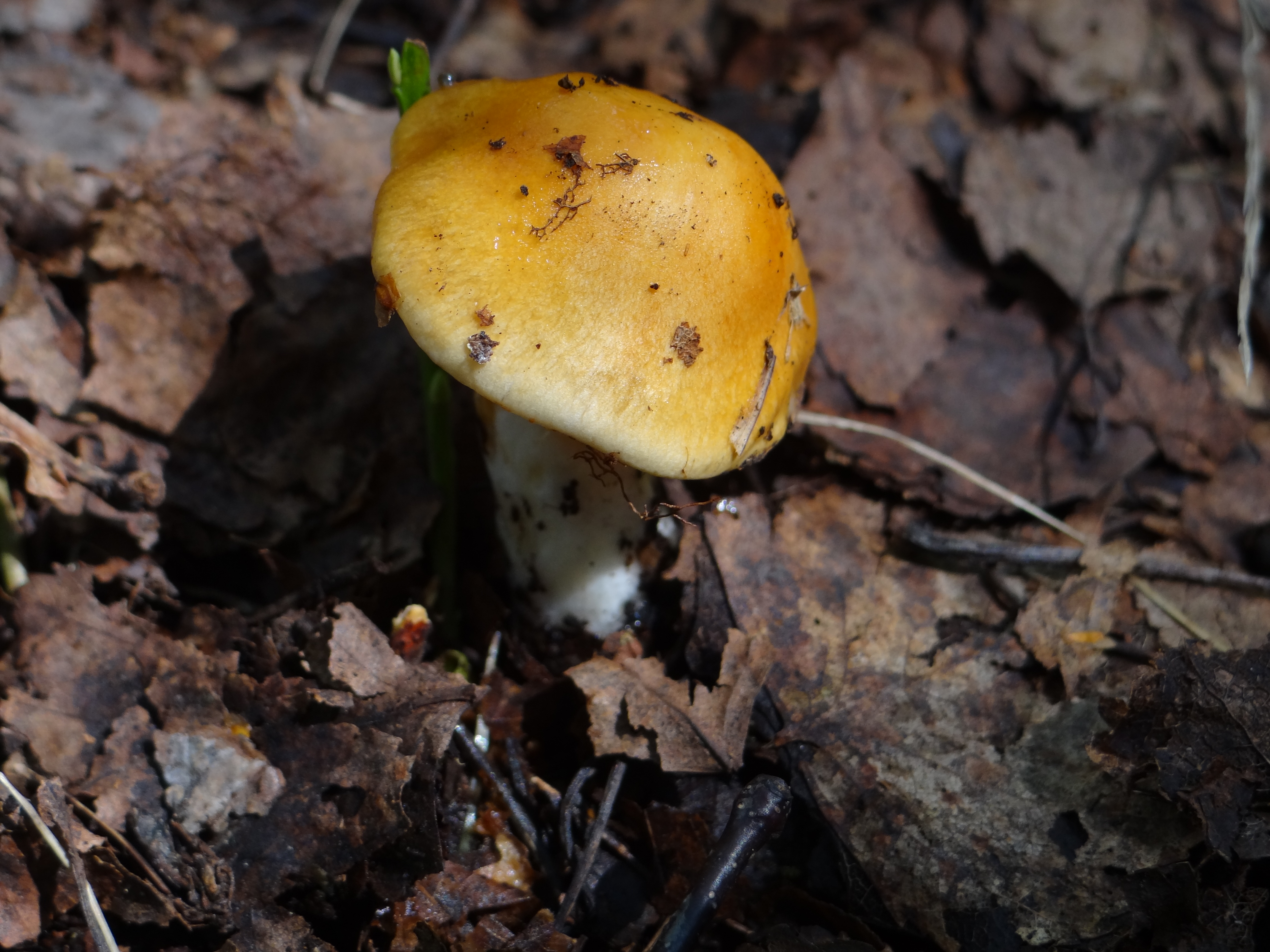
Cortinarius claricolor

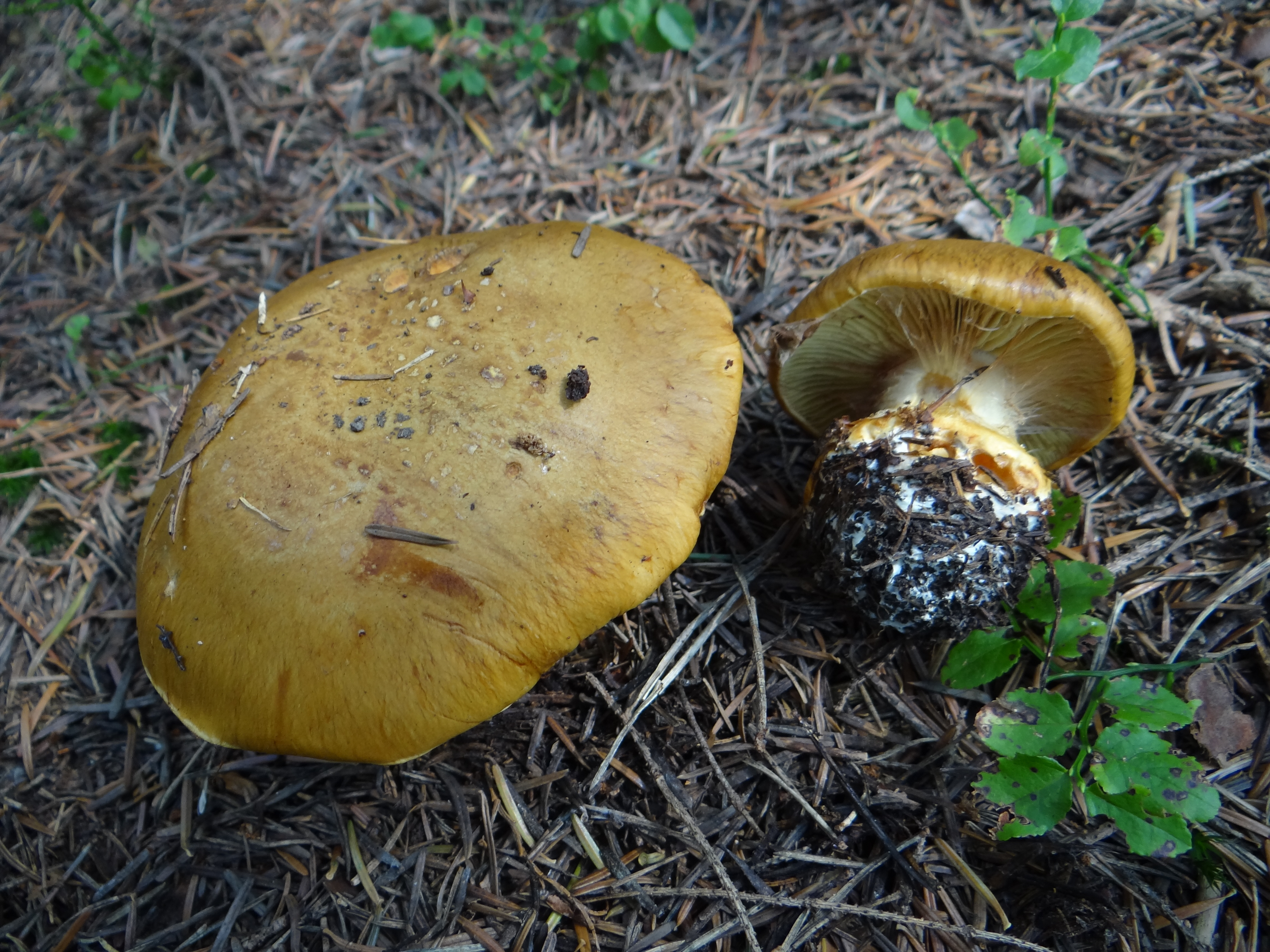
Cortinarius elegantior
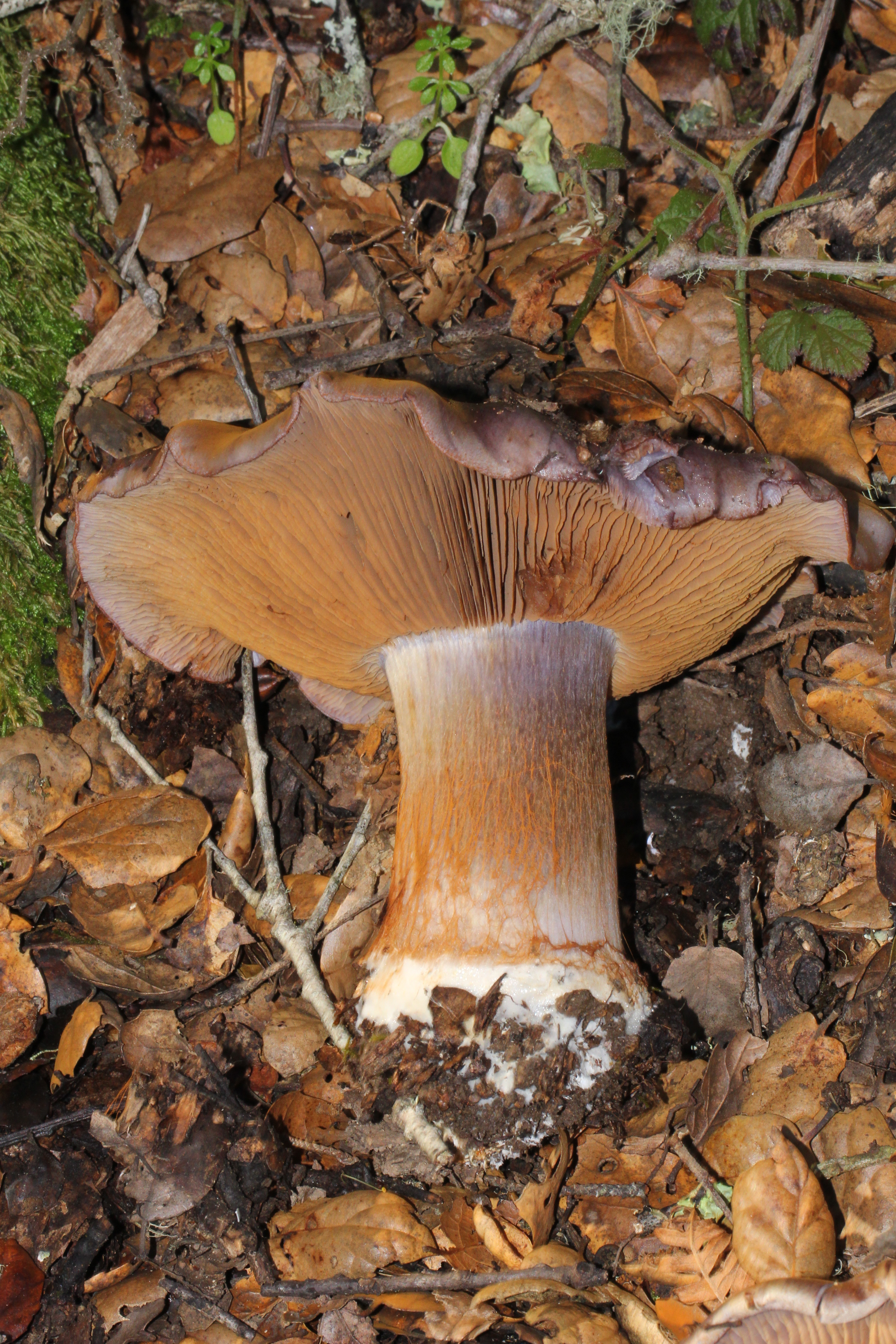
Cortinarius glaucopus
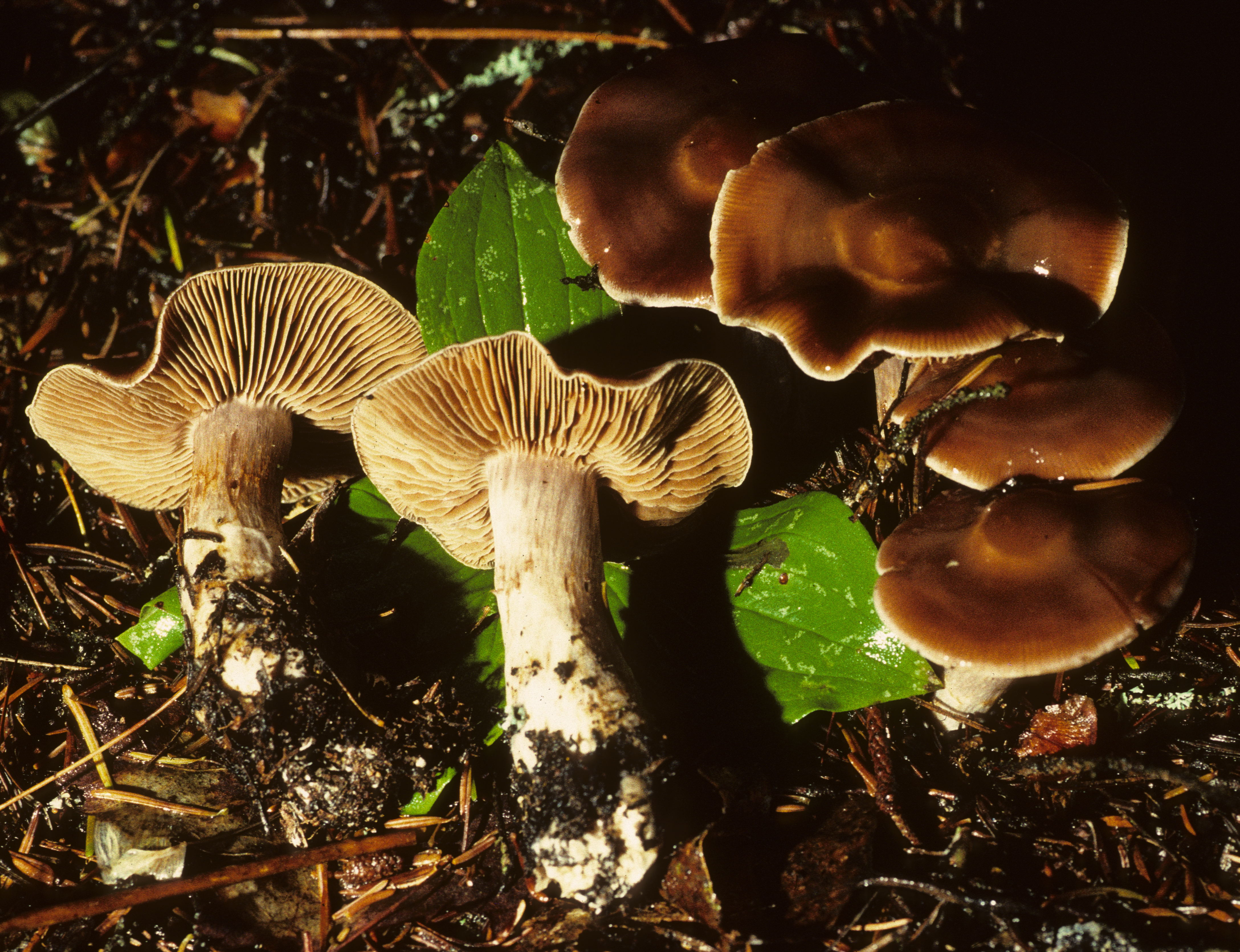
!Cortinarius illuminus!
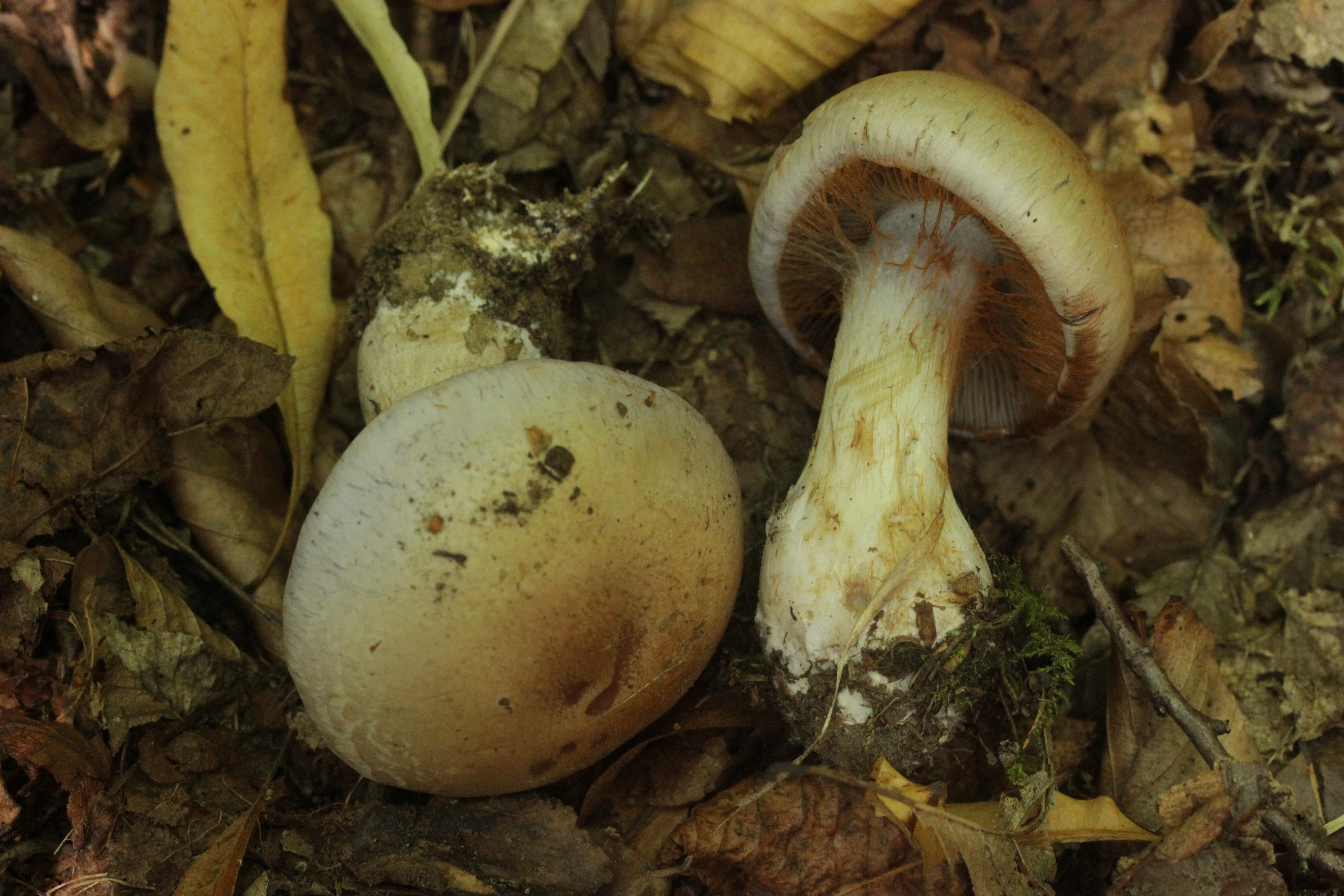
!Cortinarius largus!
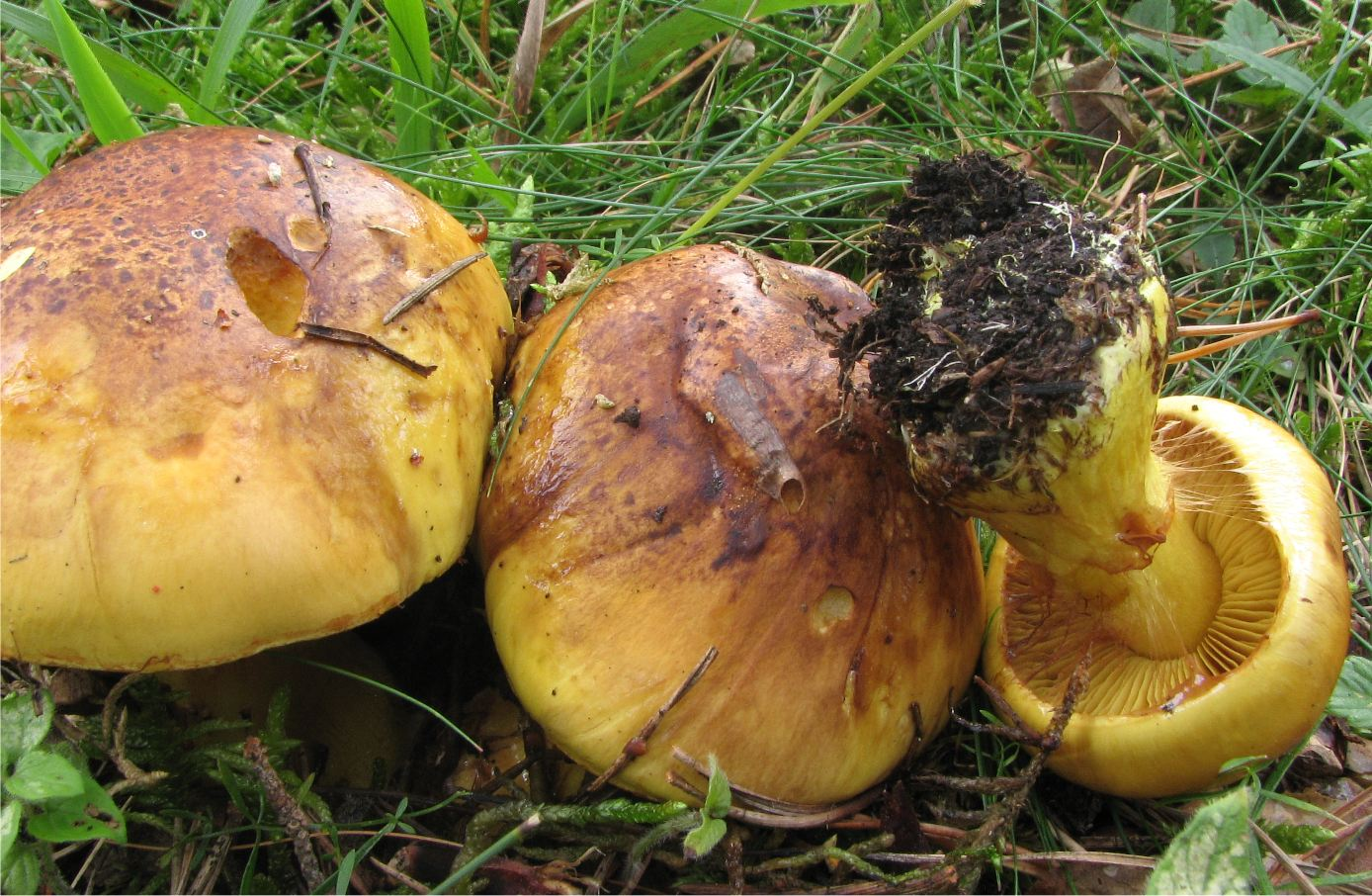
!!!Cortinarius meinhardii!!!
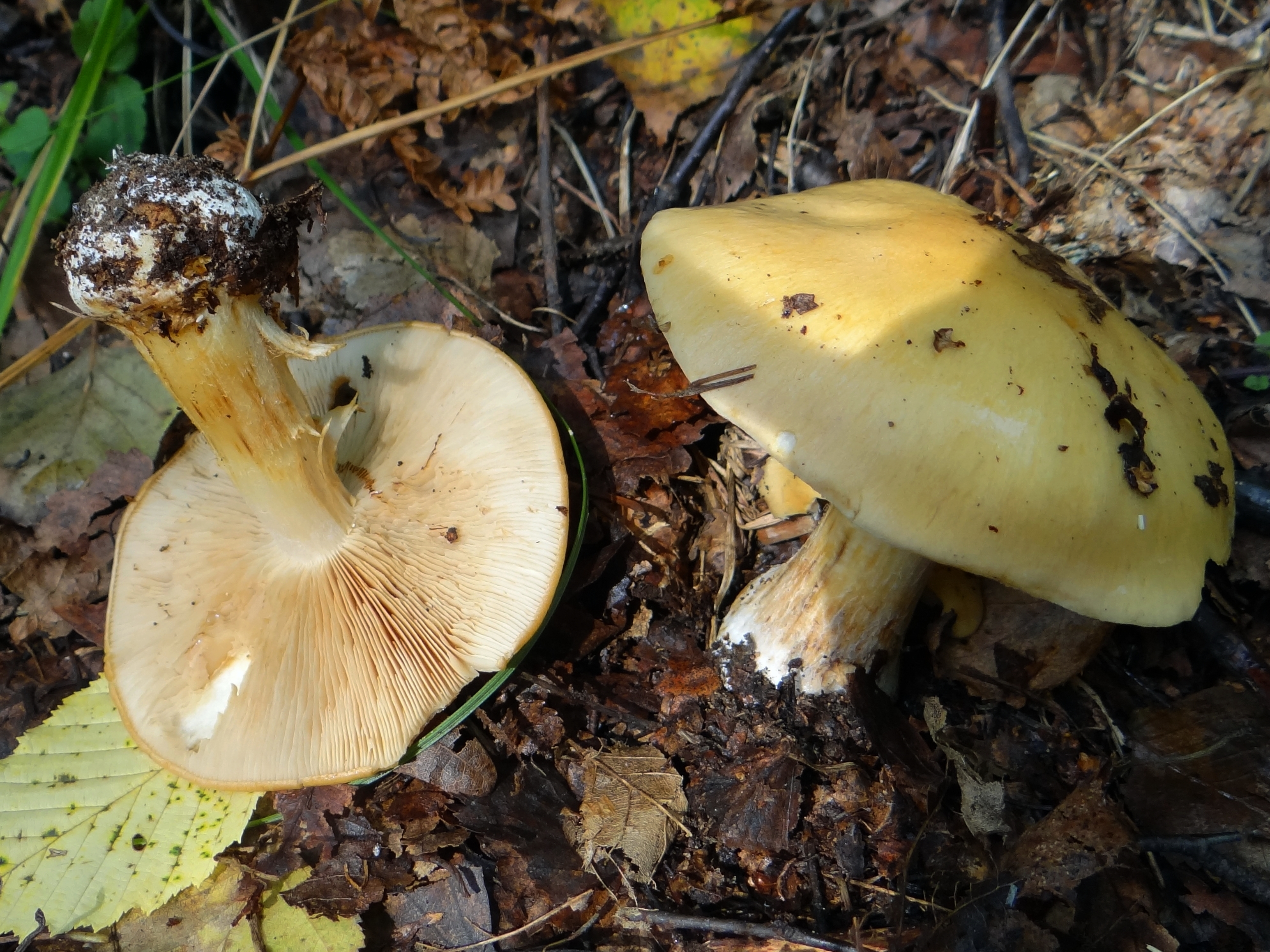
Cortinarius percomis

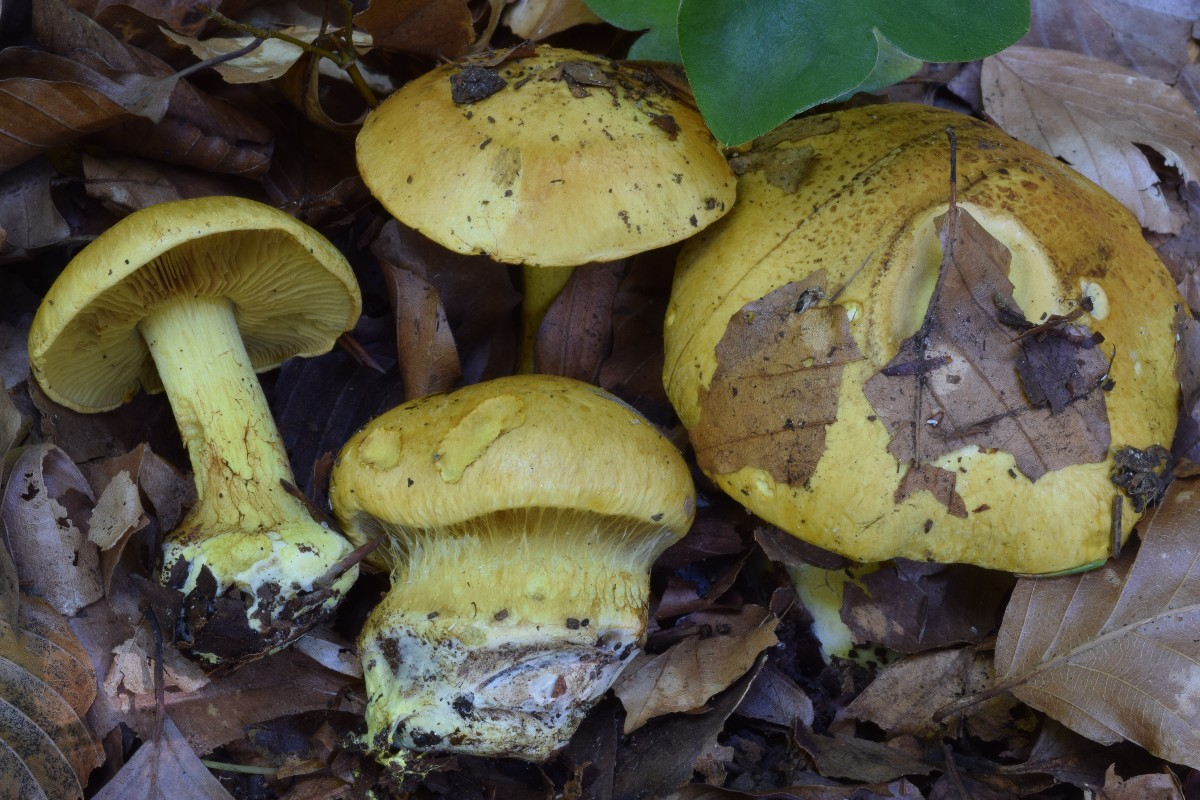
!!!Cortinarius splendens!!!
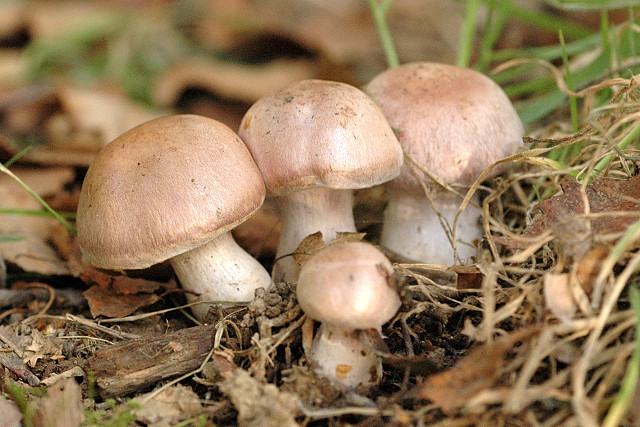
!Cortinarius subferrugineus!
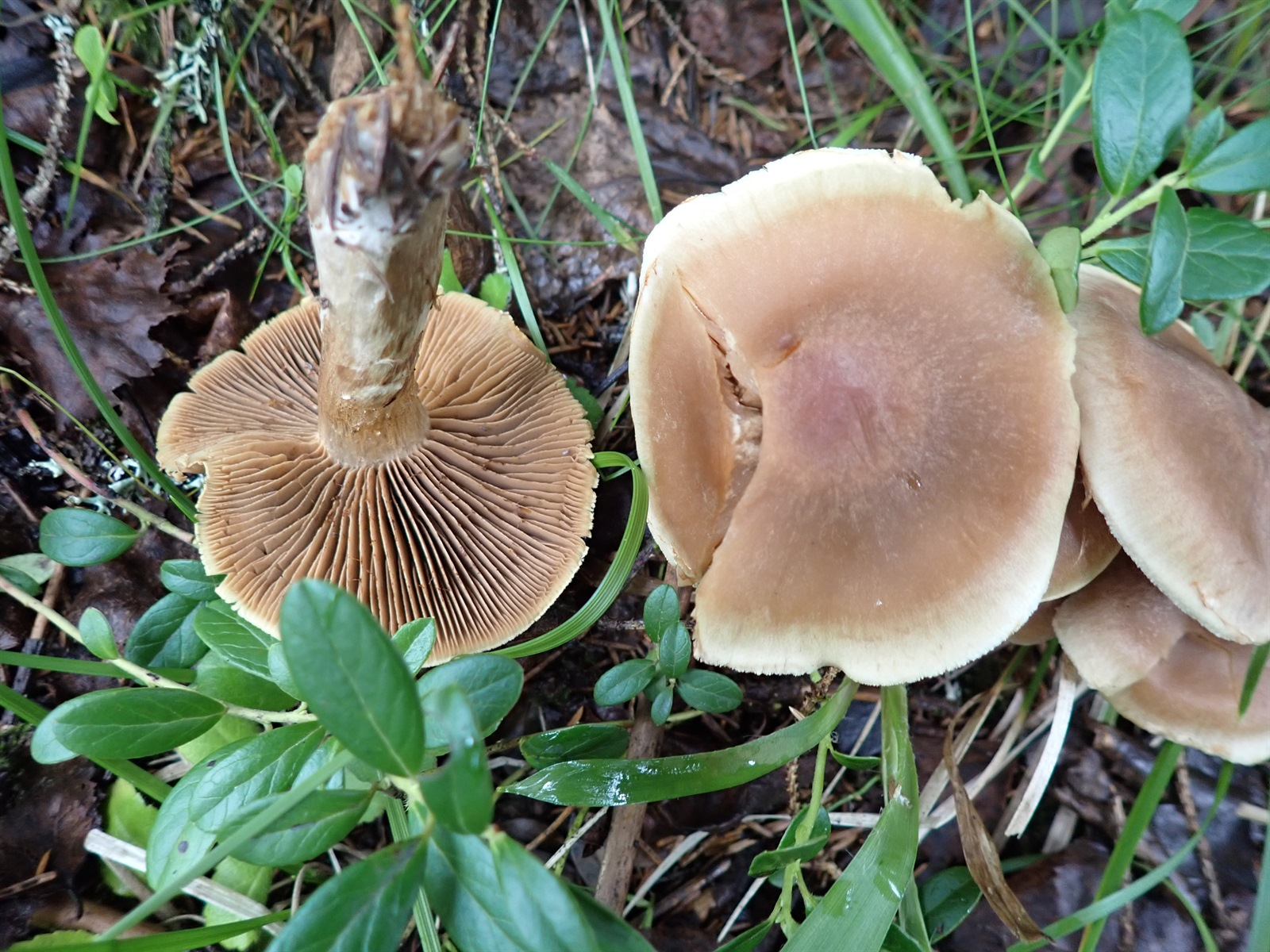
!Cortinarius triformis!
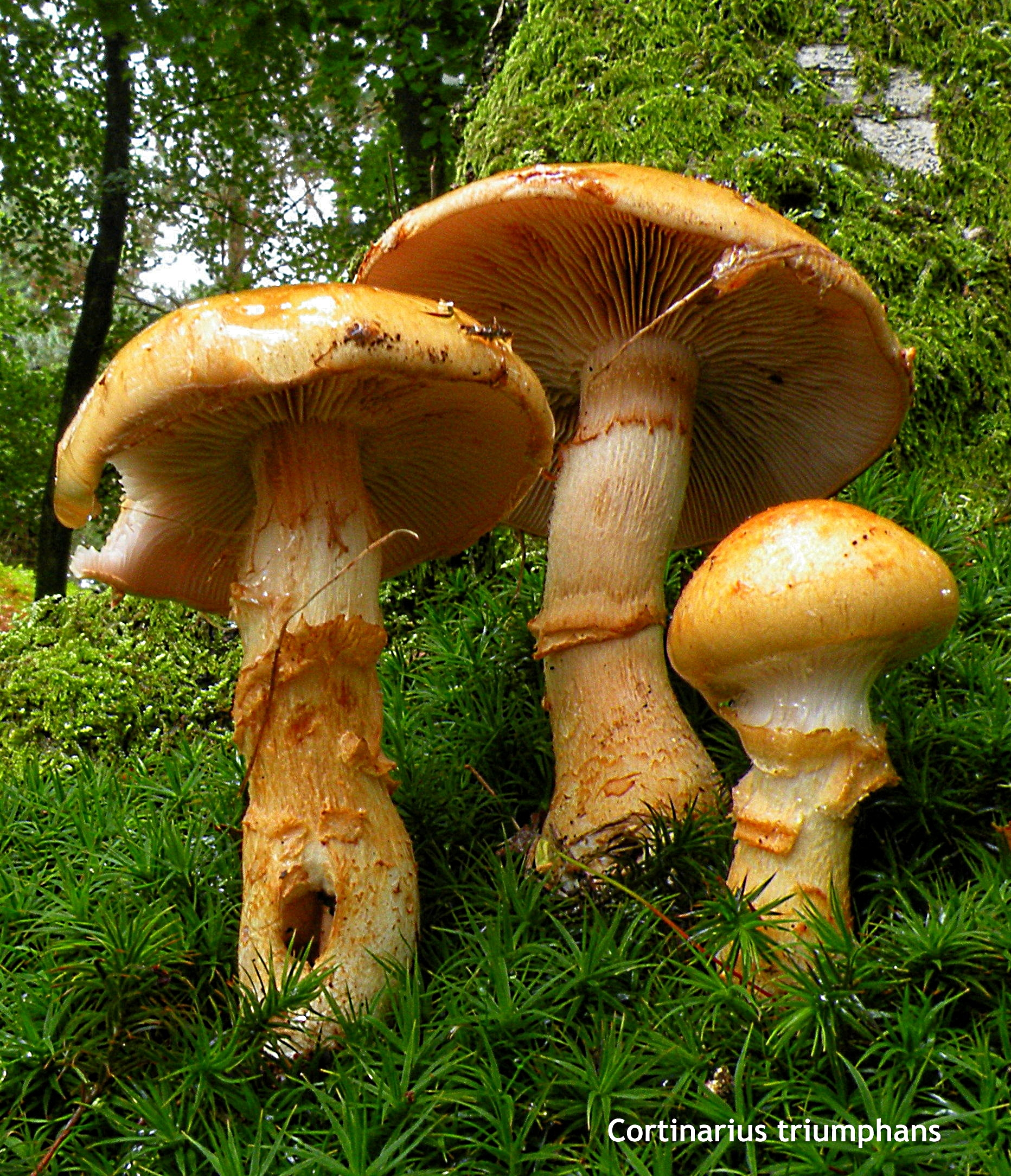
Cortinarius triumphans
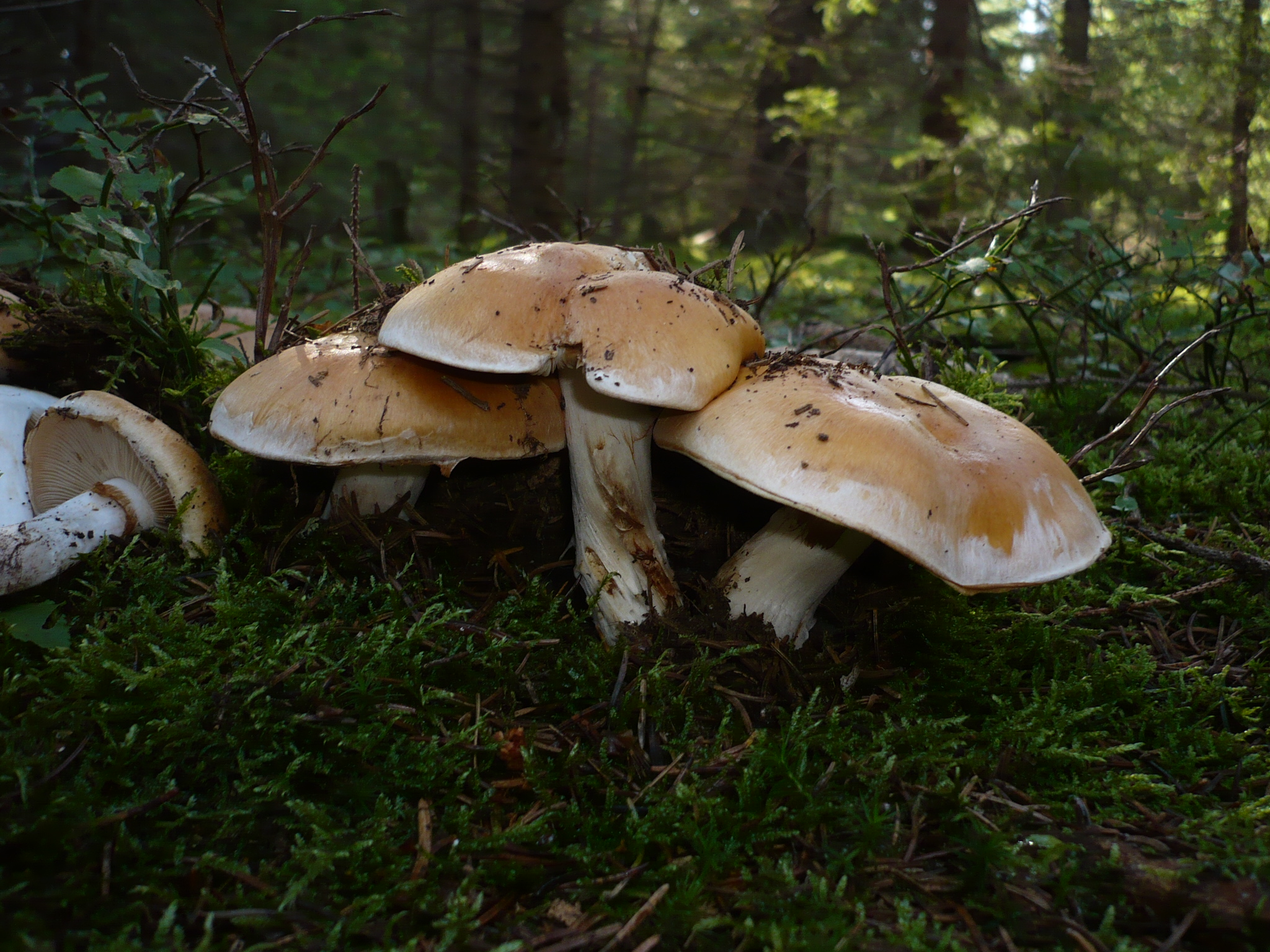
!Cortinarus turmalis!
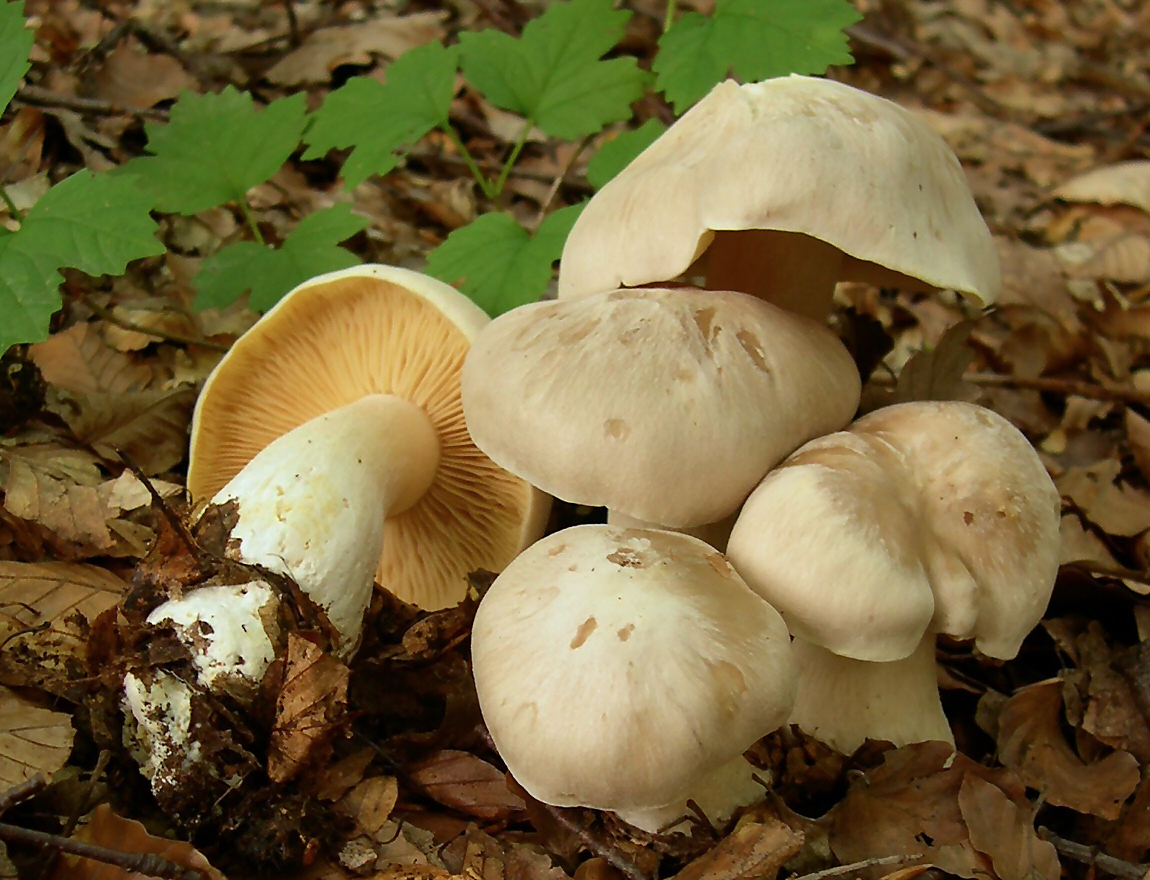
!!!Entoloma sinuatum!!!

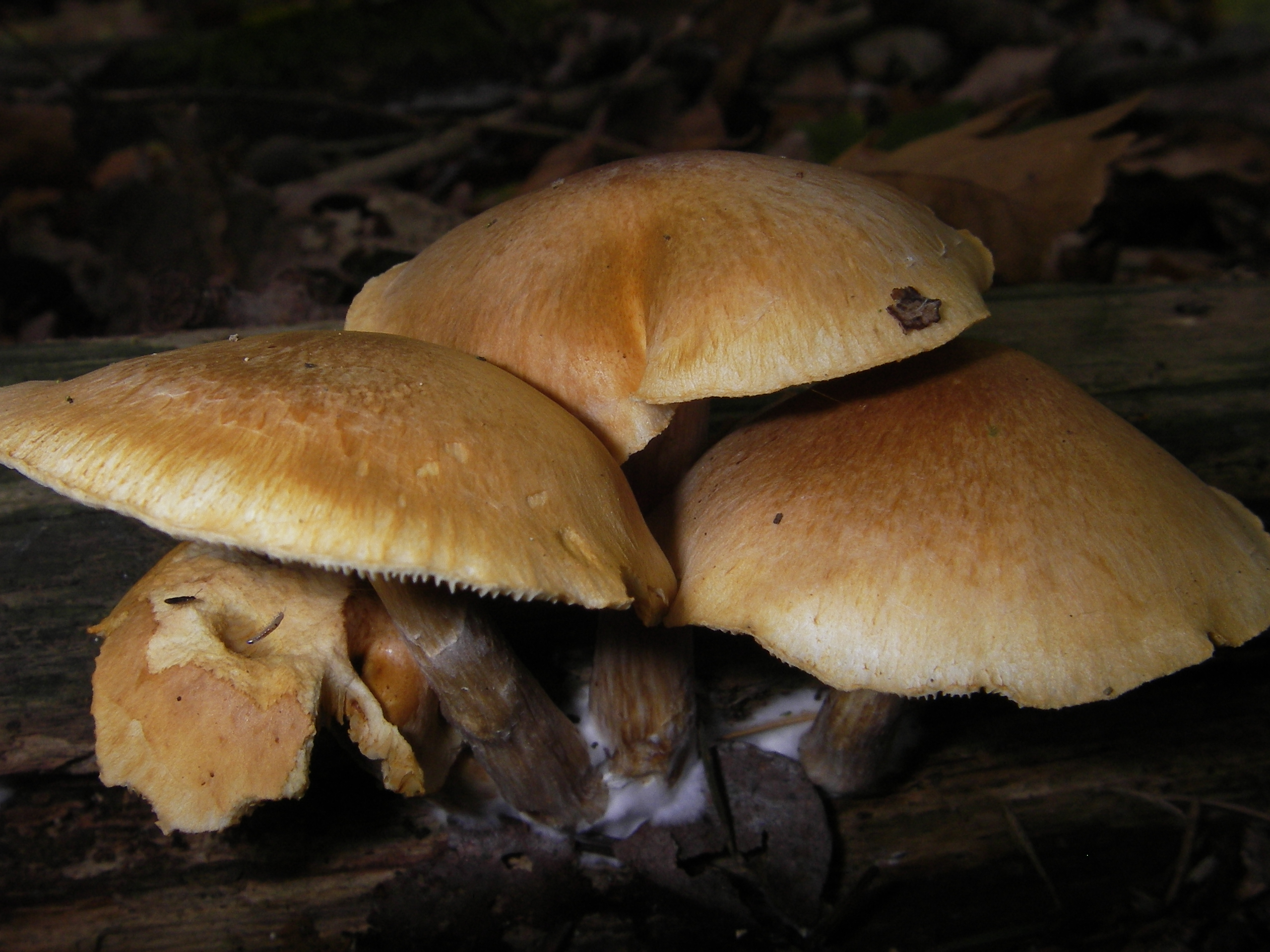
!!Gymnopilus penetrans!!
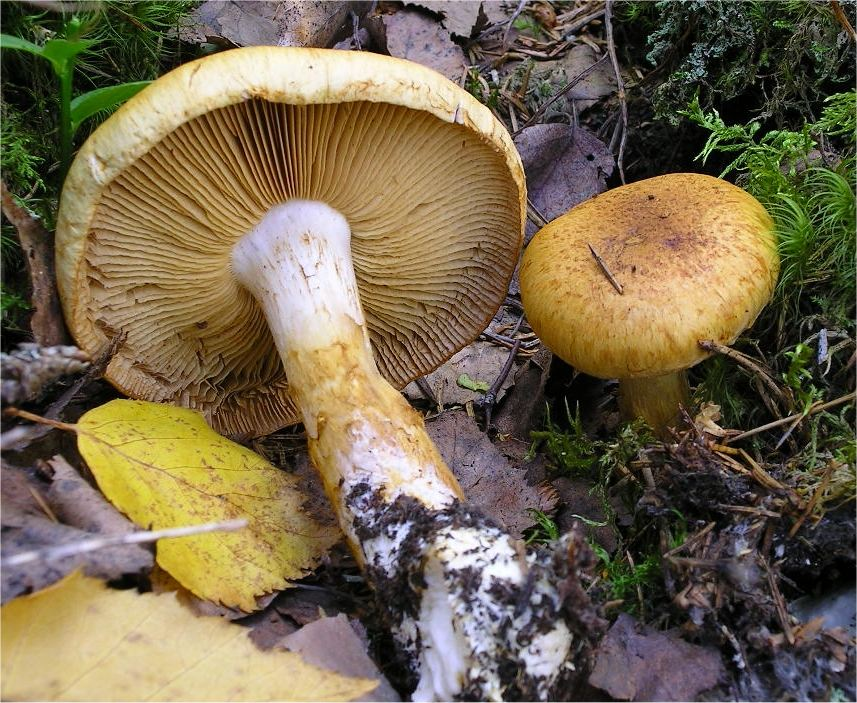
Cortinarius saginus
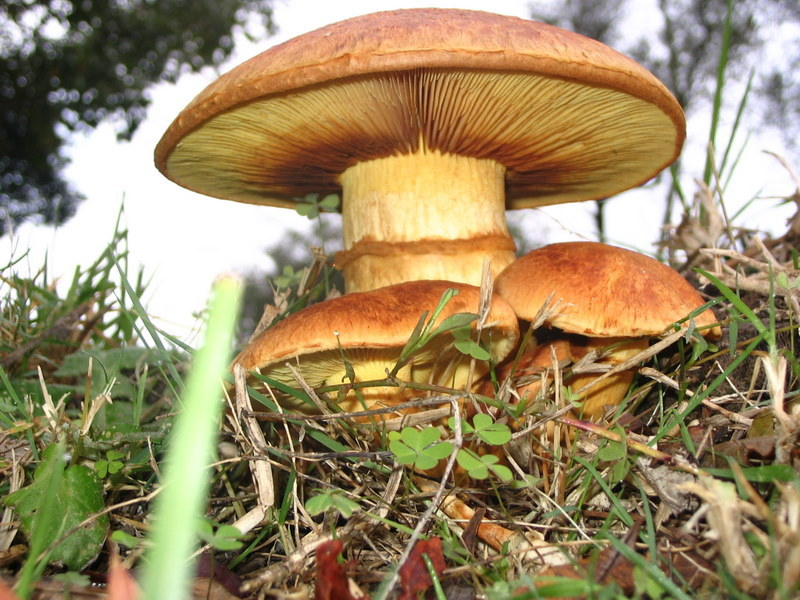
!!Gymnopilus spectabilis sin. junonius!!
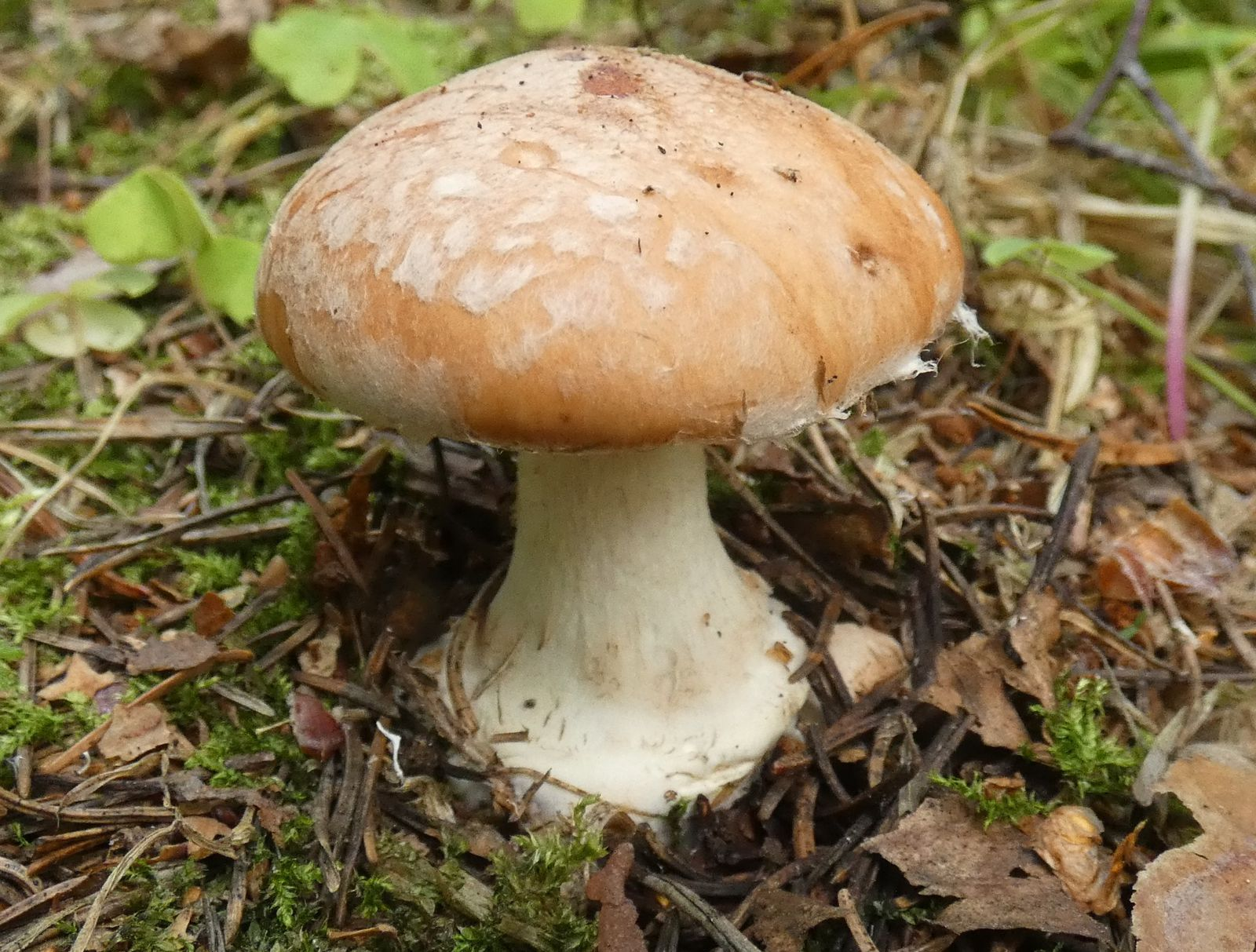
Leucocortinarius bulbiger

## Valorificare
Din cauza mirosului și gustului nesemnificativ, Cortinarius crassus este de calitate culinară maximal mediocră, dar, datorită cărnii ferme, se potrivește ca adăugare la alte mâncăruri de ciuperci. După ce buretele este destul de rar și, în plus, ar putea fi confundat cu specii otrăvitoare, chiar letale, ar trebui să fie cruțat și lăsat la loc. 